# Kanton Escoma
Der Kanton Escoma ist ein Bezirk im Departamento La Paz im südamerikanischen Anden-Staat Bolivien.

## Lage im Nahraum
Der Kanton (bolivianisch: Cantón) Escoma war bis zum Jahr 2009 einer von neun Kantonen des damaligen Landkreises (bolivianisch: Municipio) Puerto Acosta in der Provinz Eliodoro Camacho. Per Gesetz von 2009 wurde das Municipio Puerto Acosta in die drei selbstständigen Municipios Puerto Acosta, Escoma und Humanata aufgeteilt, so dass der Kanton Escoma heute einer von vier Kantonen des Municipio Escoma ist.
Der Kanton Escoma grenzt im Nordosten an den Kanton Chinaya 8 de Agosto, im Nordwesten an den Kanton Puerto Acosta und im Südwesten an den Kanton Puerto Parajachi, alle drei im Municipio Puerto Acosta gelegen; im Süden an den Kanton Villa Puni und den Kanton Collasuyo im Municipio Escoma; im Südosten an den Kanton Puerto Carabuco und den Kanton San Miguel de Yaricoa im Municipio Carabuco; und im Osten an den Kanton Tajani im Municipio Mocomoco.
Der Kanton erstreckt sich zwischen etwa 15° 32' und 15° 42' südlicher Breite und 69° 05' und 69° 12' westlicher Länge, er misst von Norden nach Süden zwanzig Kilometer, von Westen nach Osten zehn Kilometer. Im südöstlichen Teil des Kantons liegt der Verwaltungssitz des Kantons, Escoma, mit 1.162 Einwohnern. (Volkszählung 2012)

## Geographie
Der Kanton Escoma liegt auf dem bolivianischen Altiplano zwischen dem Titicacasee im Westen und der Cordillera Muñecas im Osten. Das Klima der Region ist ein typisches Tageszeitenklima, bei dem die mittleren Temperaturschwankungen zwischen Tag und Nacht deutlicher ausfallen als zwischen den Jahreszeiten.
Die mittlere Durchschnittstemperatur der Region liegt bei knapp 9 °C, die Monatsdurchschnittswerte schwanken nur unwesentlich zwischen knapp 6 °C im Juli und gut 10 °C von November bis Januar. Der mittlere Jahresniederschlag beträgt etwa 850 mm (siehe Klimadiagramm Puerto Acosta), die Monatswerte liegen zwischen unter 15 mm von Juni bis August und einer Feuchtezeit von Dezember bis März mit Werten zwischen 120 und 170 mm.

## Bevölkerung
Die Einwohnerzahl des Kanton Escoma ist in den vergangenen beiden Jahrzehnten leicht zurückgegangen:
| Jahr | Einwohner | Quelle       |
| ---- | --------- | ------------ |
| 1992 | 5 198     | Volkszählung |
| 2001 | 5 097     | Volkszählung |
| 2012 | 4 915     | Volkszählung |

## Gliederung
Der Kanton gliederte sich bei der letzten Volkszählung von 2012 in folgende Unter- oder Subkantone (bolivianisch: vicecantones):
- 02-0405-0300-2 Vicecantón Cachachique – 1 Gemeinde – 237 Einwohner (2001: 310 Einwohner)
- 02-0405-0300-3 Vicecantón Cala Cala – 1 Gemeinde – 508 Einwohner (2001: 619 Einwohner)
- 02-0405-0300-4 Vicecantón Chimoco – 1 Gemeinde – 277 Einwohner (2001: 134 Einwohner)
- 02-0405-0300-5 Vicecantón Cusia – 1 Gemeinde – 32 Einwohner (2001: 68 Einwohner)
- 02-0405-0300-7 Vicecantón Huatahuaya – 1 Gemeinde – 302 Einwohner (2001: 417 Einwohner)
- 02-0405-0300-8 Vicecantón Kerapi – 1 Gemeinde – 338 Einwohner (2001: 595 Einwohner)
- 02-0405-0301-1 Vicecantón Querajata – 1 Gemeinde – 142 Einwohner (2001: 377 Einwohner)
- 02-0405-0301-2 Vicecantón San José de Tiahuanacu – 1 Gemeinde – 31 Einwohner (2001: 135 Einwohner)
- 02-0405-0301-3 Vicecantón Ticohaya – 3 Gemeinden – 178 Einwohner (2001: 71 Einwohner)
- 02-0405-0301-4 Vicecantón Tocongori – 1 Gemeinde – 208 Einwohner (2001: 259 Einwohner)
- 02-0405-0301-5 Vicecantón Tomoco Chico – 1 Gemeinde – 130 Einwohner (2001: 133 Einwohner)
- 02-0405-0301-7 Vicecantón Tutucucho – 1 Gemeinde – 127 Einwohner (2001: 171 Einwohner)
- 02-0405-0301-8 Vicecantón Ullumachi – 1 Gemeinde – 113 Einwohner (2001: 67 Einwohner)
- 02-0405-0301-9 Vicecantón Villa Jupi – 3 Gemeinden – 196 Einwohner (2001: 133 Einwohner)
- 02-0405-0302-0 Vicecantón Yocallata – 3 Gemeinden – 436 Einwohner (2001: 508 Einwohner)
- 02-0405-0302-1 Vicecantón Yucka – 5 Gemeinden – 380 Einwohner (2001: 470 Einwohner)
- 02-0405-0302-2 Vicecantón Escoma – 1 Gemeinde – 1.162 Einwohner (2001: 576 Einwohner)
- 02-0405-0370-2 Vicecantón Tomoco Grande – 1 Gemeinde – 118 Einwohner (2001: 164 Einwohner)